# Ray Lewis
Ray Anthony Lewis, född 15 maj 1975 i Bartow, Florida, är en amerikansk före detta utövare av amerikansk fotboll (linebacker) i Baltimore Ravens i NFL. Han är allmänt erkänd som en av NFL:s bästa defensiva spelare någonsin. Lewis blev 2018 invald i Pro Football Hall of Fame.
Lewis spelade High School-fotboll på Kathleen High School i Lakeland, Florida där han även utövade brottning. Efter High School började han på University of Miami för spel i deras idrottsförening Miami Hurricanes. Under sin första säsong hade han 81 tacklingar och två sacks. Efter ytterligare två säsonger valde Lewis att inte gå sitt fjärde och sista år på college utan istället delta i 1996 års NFL Draft. Där valdes han som 26:e totalt av Baltimore Ravens, och han har varit laget troget hela sin karriär.
Ray Lewis gjorde 184 tacklingar 1997, det var mest i NFL. Som ett resultat av det blev han vald till sin första Pro Bowl. Han har spelat totalt 13 Pro Bowls i sin karriär, han har vunnit två Super Bowls (där han i den första korades till matchens bästa spelare), han är den enda spelaren som har gjort minst 40 sacks och 30 interceptions i karriären. Han har två gånger utsetts till NFL:s bästa försvarsspelare och två gånger utsetts till NFL:s bästa linebacker.